# Аралик
Аралик (тур. Aralık) је насељено место у округу Сердиван у вилајету Сакарија, Турска. Према попису из 2020. био је 1.581 становник.
Аралик настањују Бошњаци, чији су се преци доселили крајем 19. и почетком 20. века из Босне и Новог Пазара у Санџаку.